# Mozah
M/V Mozah – gazowiec LNG typu Q-Max. Jego wymiary wynoszą 345 m długości i 53 m szerokości. Pływa pod banderą Wysp Marshalla.